# Seznam norveških dramatikov
Seznam norveških dramatikov.

## A
- Nini Roll Anker

## B
- Jon Bing
- Bjørnstjerne Bjørnson
- Finn Bø
- Johan Borgen
- Johan Bojer
- Oskar Braaten
- Tor Åge Bringsværd
- Johan Nordahl Brun

## C
- Mathias Calmeyer
- Sigurd Christiansen

## D
- Vilhelm Dybwad

## E
- Thorbjørn Egner

## F
- Ronald Fangen
- Terje Formoe
- Jon Fosse (Jon Olav Fosse)

## G
- Hulda Garborg
- Nordahl Grieg
- Lars Gudmestad

## H
- Inger Hagerup
- Sigurd Hoel
- Ludvig Holberg

## I
- Henrik Ibsen

## K
- Alexander Kielland
- Nils Kjær
- Thomas Krag
- Helge Krog

## L
- Torun Lian
- Idar Lind
- Erlend Loe

## M
- Stein Mehren

## S
- Gabriel Scott
- Otto Sinding
- Dag Solstad

## V
- Aslaug Vaa